# Бери (Подгорица)
Бери је насељено мјесто у граду Подгорици у Црној Гори. Према попису из 2023. било је 609 становника.

## Демографија
У насељу Бери живи 368 пунолетних становника, а просечна старост становништва износи 36,8 година (36,6 код мушкараца и 37,1 код жена). У насељу има 136 домаћинстава, а просечан број чланова по домаћинству је 3,57.
Ово насеље је углавном насељено Црногорцима (према попису из 2003. године), а у последња три пописа, примећен је пораст у броју становника.
|  |

| Демографија | Демографија | Демографија |
| Година      | Становника  | Становника  |
| ----------- | ----------- | ----------- |
|             |             |             |
|             |             |             |
|             |             |             |
|             |             |             |
| 1948.       | 296         |             |
| 1953.       | 287         |             |
| 1961.       | 320         |             |
| 1971.       | 374         |             |
| 1981.       | 400         |             |
| 1991.       | 419         | 417         |
| 2003.       | 489         | 485         |
|             |             |             |

| Етнички састав према попису из 2003.‍ | Етнички састав према попису из 2003.‍ | Етнички састав према попису из 2003.‍ | Етнички састав према попису из 2003.‍ | Етнички састав према попису из 2003.‍ |
| ------------------------------------ | ------------------------------------ | ------------------------------------ | ------------------------------------ | ------------------------------------ |
|                                      |                                      |                                      |                                      |                                      |
| Црногорци                            | Црногорци                            |                                      | 327                                  | 67,42%                               |
| Срби                                 | Срби                                 |                                      | 149                                  | 30,72%                               |
| Југословени                          | Југословени                          |                                      | 5                                    | 1,03%                                |
| Хрвати                               | Хрвати                               |                                      | 1                                    | 0,20%                                |
| непознато                            | непознато                            |                                      | 1                                    | 0,20%                                |

| Година пописа     | 1948. | 1953. | 1961. | 1971. | 1981. | 1991. | 2003. |
| ----------------- | ----- | ----- | ----- | ----- | ----- | ----- | ----- |
| Број домаћинстава | 57    | 62    | 66    | 78    | 94    | 102   | 136   |

| Број чланова      | 1   | 2  | 3  | 4  | 5  | 6  | 7  | 8 | 9 | 10 и више | Просек |
| ----------------- | --- | -- | -- | -- | -- | -- | -- | - | - | --------- | ------ |
| Број домаћинстава | 136 | 20 | 22 | 21 | 33 | 22 | 11 | 6 | 1 | 0         | 0      |

| Пол    | Укупно | Неожењен/Неудата | Ожењен/Удата | Удовац/Удовица | Разведен/Разведена | Непознато |
| ------ | ------ | ---------------- | ------------ | -------------- | ------------------ | --------- |
| Мушки  | 200    | 75               | 105          | 13             | 4                  | 3         |
| Женски | 198    | 59               | 106          | 28             | 1                  | 4         |
| УКУПНО | 398    | 134              | 211          | 41             | 5                  | 7         |

| Пол    | Укупно                    | Пољопривреда, лов и шумарство | Рибарство                            | Вађење руде и камена | Прерађивачка индустрија       |
| ------ | ------------------------- | ----------------------------- | ------------------------------------ | -------------------- | ----------------------------- |
| Мушки  | 95                        | 16                            | 0                                    | 0                    | 19                            |
| Женски | 49                        | 5                             | 0                                    | 0                    | 5                             |
| УКУПНО | 144                       | 21                            | 0                                    | 0                    | 24                            |
| Пол    | Производња и снабдевање   | Грађевинарство                | Трговина                             | Хотели и ресторани   | Саобраћај, складиштење и везе |
| Мушки  | 2                         | 6                             | 7                                    | 1                    | 9                             |
| Женски | 1                         | 0                             | 11                                   | 4                    | 1                             |
| УКУПНО | 3                         | 6                             | 18                                   | 5                    | 10                            |
| Пол    | Финансијско посредовање   | Некретнине                    | Државна управа и одбрана             | Образовање           | Здравствени и социјални рад   |
| Мушки  | 0                         | 3                             | 21                                   | 1                    | 2                             |
| Женски | 0                         | 1                             | 4                                    | 10                   | 4                             |
| УКУПНО | 0                         | 4                             | 25                                   | 11                   | 6                             |
| Пол    | Остале услужне активности | Приватна домаћинства          | Екстериторијалне организације и тела | Непознато            | Непознато                     |
| Мушки  | 7                         | 0                             | 0                                    | 1                    | 1                             |
| Женски | 3                         | 0                             | 0                                    | 0                    | 0                             |
| УКУПНО | 10                        | 0                             | 0                                    | 1                    | 1                             |